# Mus Mujiono
Mus Mujiono (ur. 15 marca 1960 w Surabai) – indonezyjski muzyk jazzowy, gitarzysta i wokalista.

## Życiorys
Grą na gitarze zainteresował się jeszcze w trakcie nauki w szkole podstawowej. W wieku 18 lat tworzył nagrania ze swoim zespołem The Hands, co zapoczątkowało jego karierę. Do wzrostu jego popularności przyczynił się w szczególności utwór „Hallo Sayang”. Po rozwiązaniu formacji zdecydował się na karierę solową. Wydał siedem albumów.
Z jazzem zaznajomił go surabajski gitarzysta Jun Sen. Jednocześnie zaczął pobierać prywatne lekcje gry na gitarze klasycznej. Uczył się także stylu scat, właściwego dla George’a Bensona. W 1995 r. został gitarzystą nowo powstałej formacji Funk Section. W 2004 r. wraz z grupą Canizzaro wydał album Reinkarnasi Canizzaro.
Wśród przebojów, które wylansował, są m.in. utwory  „Arti Kehidupan” i „Tanda-Tanda”.
Jego brat – Mus Mulyadi – był muzykiem keroncong.